# Selección femenina de fútbol sala de China Taipéi
La Selección de fútbol sala de China Taipéi es el equipo que representa al país en la Copa Mundial de fútbol sala de la FIFA, en el Campeonato Asiático Femenino de Futsal, Juegos Asiáticos Bajo Techo y de Artes Marciales y en el Campeonato Mundial de futsal de la AMF; y es controlado por la Asociación de Fútbol de China Taipéi.

## Participaciones

### Campeonato Mundial de futsal de la AMF
| Año   | Fase             | Pos.     | PJ       | PG       | PE       | PP       | GF       | GC       | Dif.     |
| ----- | ---------------- | -------- | -------- | -------- | -------- | -------- | -------- | -------- | -------- |
| 2008  | No entró         | No entró | No entró | No entró | No entró | No entró | No entró | No entró | No entró |
| 2013  | Cuartos de final | 8/16     | 4        | 2        | 0        | 2        | 10       | 13       | -3       |
| 2017  | 11°              | 11/12    | 4        | 1        | 1        | 2        | 13       | 24       | -11      |
| Total | Cuartos de final | 2/3      | 8        | 3        | 1        | 4        | 23       | 37       | -14      |

### Juegos Asiáticos Bajo Techo y de Artes Marciales
| Año             | Resultado  | Pos.       | PJ         | PG         | PE         | PP         | GF         | GC         |
| --------------- | ---------- | ---------- | ---------- | ---------- | ---------- | ---------- | ---------- | ---------- |
| 2005 hasta 2017 | No ingresó | No ingresó | No ingresó | No ingresó | No ingresó | No ingresó | No ingresó | No ingresó |

### Campeonato Asiático Femenino de Futsal
| Año   | Fase             | Pos.     | PJ       | PG       | PE       | PP       | GF       | GC       | Dif.     |
| ----- | ---------------- | -------- | -------- | -------- | -------- | -------- | -------- | -------- | -------- |
| 2015  | No entró         | No entró | No entró | No entró | No entró | No entró | No entró | No entró | No entró |
| 2018  | Cuartos de final | 15/7     | 4        | 2        | 0        | 2        | 11       | 10       | +1       |
| Total | Cuartos de final | 1/2      | 4        | 2        | 0        | 2        | 11       | 10       | +1       |

## Equipo actual
Los siguientes jugadores están convocados para el campamento de preparación del Campeonato Asiático Femenino de Futsal 2018.

### Entrenadores
- Mehmet Fatih Kale 2014-2016
- Zhang Yao-ming (張耀明) 2017